# Ryszard Kubiak

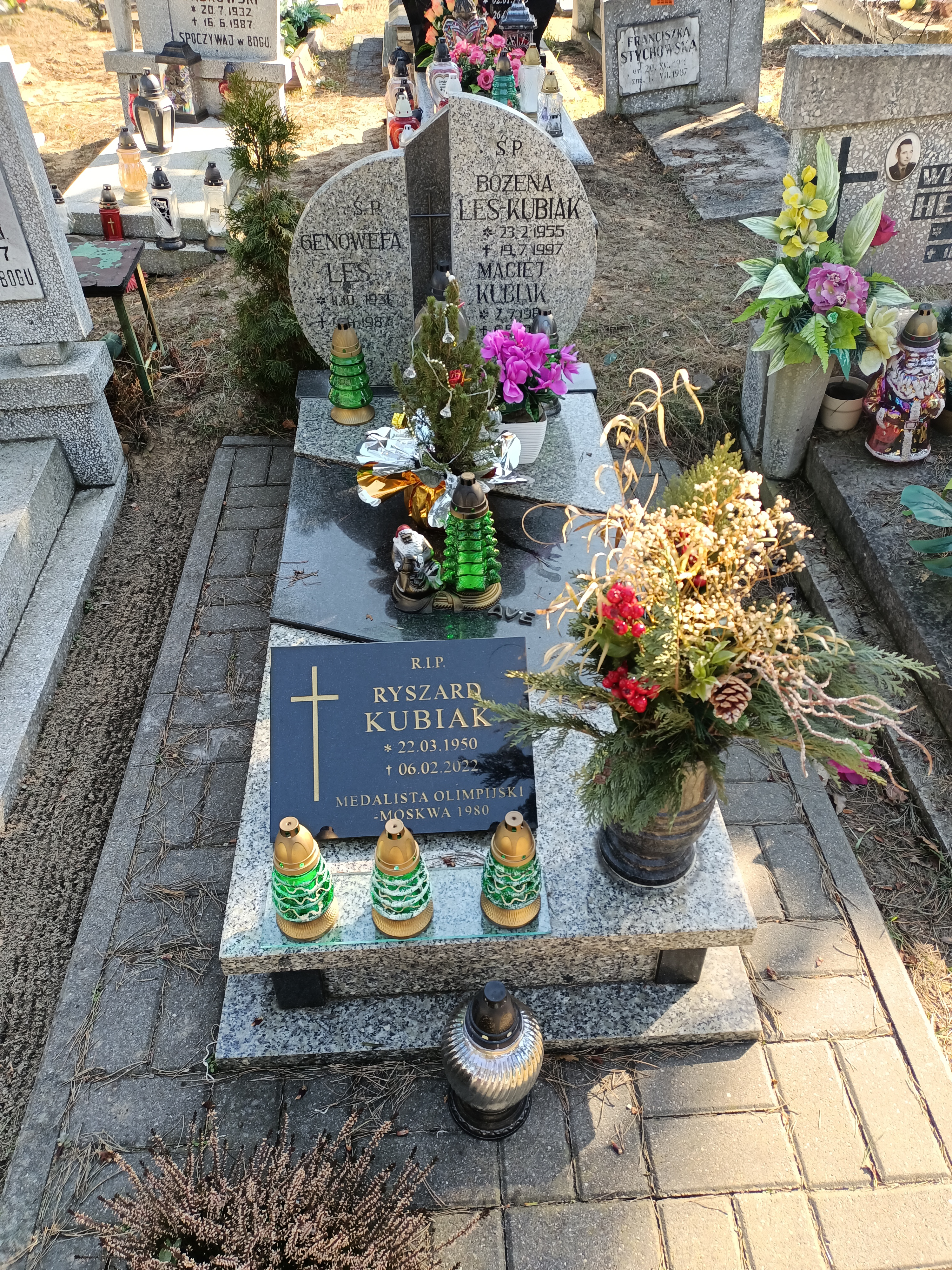
Grób Ryszarda Kubiaka na cmentarzu przy ul Wiślanej w Bydgoszczy

Ryszard Kubiak (ur. 22 marca 1950 w Bydgoszczy, zm. 6 lutego 2022) – polski wioślarz (sternik), brązowy medalista olimpijski i dwukrotny medalista mistrzostw świata.

## Kariera
Był zawodnikiem Kolejowego Klubu Wioślarskiego i Zawiszy Bydgoszcz. Wielokrotnie (24 razy) był mistrzem Polski w różnych osadach. 
Wystąpił na igrzyskach olimpijskich w Monachium (1972), zajmując szóste miejsce w ósemce. Na rozgrywanych cztery lata później igrzyskach w Montrealu był szósty w dwójce ze sternikiem. Brał też udział w igrzyskach olimpijskich w Moskwie (1980), gdzie Polacy w składzie: Grzegorz Stellak, Adam Tomasiak, Grzegorz Nowak, Ryszard Stadniuk i Ryszard Kubiak zdobyli brąz w czwórce ze sternikiem. W finale uplasowali się o 8,01 sekundy za osadą NRD i o 3,47 sekundy za osadą ZSRR. Na tej samej imprezie zajął również dziewiąte miejsce w ósemkach. 
Na mistrzostwach świata w Nottingham (1975) wspólnie z Ryszardem Stadniukiem i Grzegorzem Stellakiem zdobył srebro w dwójkach ze sternikiem. Podczas mistrzostw świata w Cambridge (1978) razem z Grzegorzem Nowakiem i Adamem Tomasiakiem zajął w tej konkurencji trzecie miejsce.
Został pochowany na  cmentarzu przy ul. Wiślanej w Bydgoszczy (Sektor IX-D Rząd 1 Numer 29).